# Doleschallia rickardi
Doleschallia rickardi är en fjärilsart som beskrevs av Smith 1890. Doleschallia rickardi ingår i släktet Doleschallia och familjen praktfjärilar. Inga underarter finns listade i Catalogue of Life.